# Tofta församling, Växjö stift
Tofta församling var en församling i Växjö stift i nuvarande Växjö kommun. Församlingen uppgick 1785 i Tävelsås församling.
Församlingskyrkan, Tofta kyrka, revs efter 1785.

## Administrativ historik
Församlingen har medeltida ursprung och uppgick 1785 i Tävelsås församling med vilken den ingått i pastorat.